# Biskupi włodzimiersko-brzescy
Biskupi włodzimiersko-brzescy (greckokatoliccy) – biskupi unickiej diecezji włodzimiersko-brzeskiej
Prawosławna eparchia włodzimiersko-brzeska, utworzona w XI w., w 1596 przeszła do Kościoła unickiego. Unicka diecezja włodzimiersko-brzeska została zniesiona ukazem z 1795 r., przywrócona jako diecezja brzeska bullą z 18 listopada 1798 r., zniesiona ukazem z 14 (25) marca 1839 roku.
- Adam Hipacy Pociej OSBM (1541–1613), w latach 1588–1593 kasztelan brzeskolitewski; od 1593 r. prawosławny, a w latach 1596–1599 unicki biskup włodzimierski i brzeski. Był jednym z twórców unii brzeskiej. Jako metropolita kijowski (od 1600 r.) walczył o jej rozszerzenie i umocnienie, był autorem dzieła „Harmonia albo konkordacja wiary” (1608).
- Joachim Morochowski OSBM, imię ze chrztu: Eliasz, herbu Korczak (ok. 1576–1631), unicki biskup włodzimiersko-brzeski od 1613 r., polemista, hagiograf.
- Józef Welamin Rutski, imię świeckie Jan OSBM (1574–1637), greckokatolicki metropolita kijowski w latach 1614–1637, organizator Kościoła unickiego, reformator zakonu bazylianów. Administrator diecezji włodzimiersko-brzeskiej w latach 1631–1632. Zmarł 5 lutego 1637 roku w Dermaniu.
- Józef Bakowiecki-Mokosiej OSBM (? – przed 1654), unicki biskup włodzimiersko-brzeski, 1619 roku został mianowany archimandrytą żydyczyńskim, ale stanowisko objął dopiero w 1626 roku. Biskupem włodzimiersko-brzeskim mianowany przez króla 26 stycznia 1632 r.; konsekrowany przez metropolitę W. Rutskiego i objął diecezję w 1632 roku.
- Jan Michał Pociej OSBM (?–1666), unicki biskup włodzimiersko-brzeski. Mianowany przez króla w lipcu 1655 roku. Konsekrowany w tymże roku przez metropolitę Antoniego Sielawę. Diecezję objął odbywając ingres we Włodzimierzu 15 lipca 1655 roku.
- Benedykt Gliński OSBM (ok. 1618–1678), nominację królewską na diecezję włodzimiersko-brzeską po śmierci bpa Jana (Iwana) Pocieja otrzymał 23 października 1666 roku. Diecezję objął w 1667 roku.
- Leon (Lew) Szlubicz-Załęski OSBM (1648–1708), unicki biskup włodzimiersko-brzeski, z początku koadiutor w latach 1678–1679, a następnie ordynariusz od 1679 r., administrator w Połocku w latach 1693–1695, administrator w Kijowie w latach 1693–1695, a następnie unicki metropolita kijowski w latach 1694–1708. Zmarł 24 sierpnia 1708 roku.
- Jerzy Gabriel Winnicki OSBM (?–1713), unicki biskup przemyski w latach 1700–1713, administrator diecezji włodzimiersko-brzeskiej w latach 1708–1711, administrator w Kijowie w latach 1708–1710, unicki metropolita kijowski w latach 1710–1713.
- Leon (Lew) Kiszka OSBM (1668–1728), unicki biskup włodzimiersko-brzeski 1711–1728, unicki metropolita kijowski i halicki 1714–1728. Działacz religijny Rzeczypospolitej, historyk, teolog oraz tłumacz wielu dzieł wydawanych przede wszystkim w klasztorze w Supraślu. Inicjator i organizator Synodu Zamojskiego (1720).
- Korneliusz Lebiecki OSBM (1689–1730), unicki biskup włodzimiersko-brzeski w latach 1729–1730. Zmarł 22 stycznia 1730 roku.
- Teodozy Teofil Godebski OSBM (?–1756), unicki biskup piński w latach 1720–1730, unicki biskup włodzimiersko-brzeski w latach 1730–1756. Zmarł 12 września 1756 roku.
- Felicjan Filip Wołodkowicz OSBM (1697–1778), unicki biskup chełmski w latach 1730–1758, administrator diecezji włodzimiersko-brzeskiej w latach 1756–1758, unicki biskup włodzimiersko-brzeski w latach 1758–1778. 12 stycznia 1756 r. został koadiutorem w Kijowie i był nim do 1762 r., kiedy został metropolitą kijowskim.
- Antonin Młodowski OSBM (?–1778), mianowany koadiutorem pińskim 30 października 1758, konsekrowany 24 lipca 1761, koadiutor włodzimierski 1 września 1764, administrator apostolski 28 sierpnia 1768, ordynariat objął 28 listopada 1772. Zmarł 12 lipca 1778 roku.
- Symeon Młocki OSBM (?–ok. 1804), wybrany przez duchowieństwo i szlachtę 19 września 1779, usunięty w 1795, kiedy zniesiono diecezję włodzimierską.
- Jozafat Bułhak herbu Syrokomla OSBM (1758 – 1838), unicki (greckokatolicki) biskup-koadiutor pińsko-turowski od 1790, unicki biskup włodzimiersko-brzeski od 1798, metropolita Kościoła Unickiego w Rosji od 1817. Tymczasowo zarządzał także unicką diecezją łucką (łucko-ostrogską). Zmarł 9 marca 1838 roku.
- Leon Ludwik Jaworowski herbu Lubicz OSBM (1764–1833), unicki biskup nominat supraski 1805–1809, od 1811 unicki biskup włodzimierski sufragan brzeski.
- Arseniusz Główniewski OSBM (?–1798), unicki biskup włodzimierski sufragan brzeski. W 1795 r. wyświęcił na kapłana ks. Michała Piwnickiego, późniejszego rzymskokatolickiego bpa łucko-żytomierskiego. Pochowany na cmentarzu katolickim w Hołobach (zachował się nagrobek).